# Young Hollywood Awards
I Young Hollywood Awards sono stati una premiazione televisiva annuale organizzata dall'emittente televisiva statunitense Fox dal 1999 al 2014, volta a premiare le giovani promesse dal mondo della musica (in particolare il genere pop), del cinema, dello sport, della televisione e della moda, suddivisi in diverse categorie. A votare sono i giovani adolescenti tra i 13 e i 19 anni d'età.
Lo spettacolo è incentrato sulle premiazioni delle diverse categorie e sull'esibizione dal vivo di artisti, come Taylor Swift, Justin Bieber e Nick Jonas.

## Categorie
Le premiazioni dei Young Hollywood Awards si dividono nelle seguenti categorie:
- Young Hollywood Newcomer of the Year
- Young Hollywood Artist of the Year
- Young Hollywood Superstar in the Making
- Young Hollywood Breakthrough of the Year
- Young Hollywood Comedian of the Year
- Young Hollywood Cast to Watch
- Young Hollywood Making their Mark
- Young Hollywood Style Icon
- Young Hollywood Social Media Superstar

Le categorie Superstar of Tomorrow e Best Role model sono state rimosse nelle ultime edizioni.